# Pelargonia wielkokwiatowa

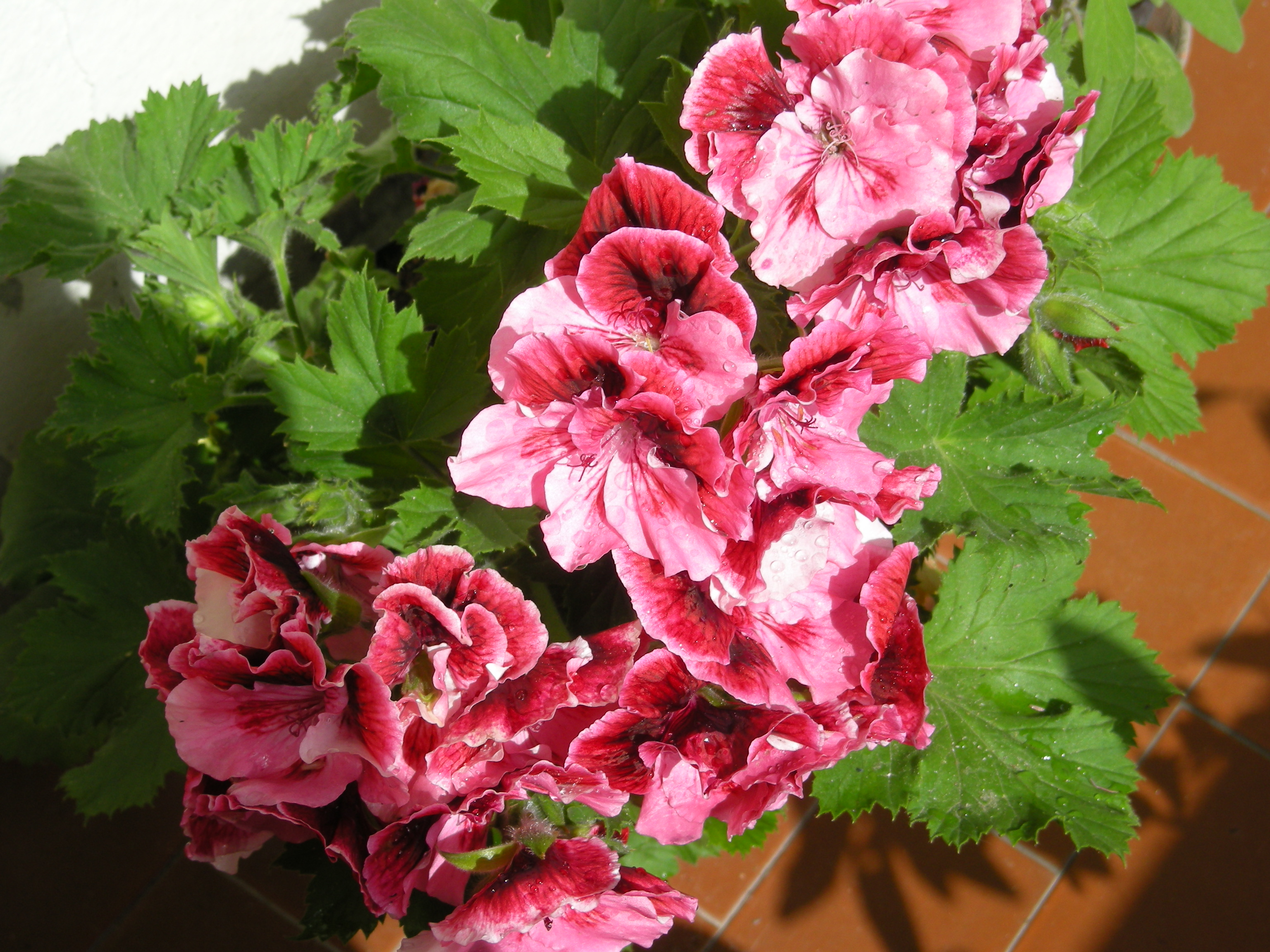
Kwiaty

Pelargonie wielkokwiatowe – grupa odmian pelargonii pochodzących od Pelargonium grandiflorum (Andrews) Willd. i będących mieszańcami tej rośliny z innymi nieokreślonymi gatunkami pelargonii. P. grandiflorum pochodzi z południowej części Afryki Południowej, pochodzące od niej kultywary pelargoni wielkokwiatowych są w Polsce uprawiane jako rośliny ozdobne.

## Morfologia
ŁodygaWzniesiona, gruba i rozgałęziona
LiścieUlistnienie naprzemianległe. Liście pojedyncze, duże, owłosione, 5-klapowe, o piłkowanych brzegach.
KwiatyDuże, zebrane w baldachy w różnych kolorach; od białego poprzez łososiowy, różowy i czerwony do fioletowego. Mogą być u różnych odmian pojedyncze lub pełne, często mają płatki z kontrastowymi smugami i plamami. Przeważnie mają symetrię dwuboczną; 2 górne płatki korony są szersze i dłuższe, a także inaczej zabarwione, pręcików jest 10, część z nich lub wszystkie są zmarniałe.
Gatunki podobneBardzo podobne są pelargonie pasiaste, ale mają wyraźnie mniejsze kwiaty, a liście z wybarwieniami w postaci pasiastych obwódek. Uprawiane zazwyczaj na balkonach pelargonie bluszczolistne mają zwisające pędy, liście nagie i błyszczące, a kwiaty również drobniejsze.

## Biologia
Bylina. Cała roślina z wyjątkiem kwiatów wydziela charakterystyczny zapach. Kwitnie obficie i długo, jednak większość uprawianych odmian nie wytwarza nasion. W ciągu roku przyrasta około 20 cm. Jest rośliną długowieczną. Należy do tzw. roślin termoindukcyjnych; po przebywaniu przez co najmniej 2 tygodnie w niższej temperaturze zakwita bardzo obficie. Dlatego też w zimie najlepiej jest roślinę przenieść do zimniejszego pomieszczenia (o temperaturze 10-15 °C, by przeszła okres spoczynku. Jeżeli skończy swoje kwitnienie podczas lata, można powtórnie je pobudzić, przetrzymując ją znowu w niższej temperaturze.

## Uprawa
- Przydatność. Jest uprawiana jako roślina ozdobna, głównie jako roślina doniczkowa w mieszkaniach, rzadziej na balkonach i zewnętrznych parapetach okien. Jej walorami ozdobnymi są barwne i długo kwitnące kwiaty.
- Wymagania. Jest łatwa w uprawie. Potrzebuje silnego światła, może to być bezpośrednie oświetlenie słoneczne. Lubi suchą atmosferę i dużo przestrzeni, nie należy jej zraszać, gdyż powoduje to jej gnicie. Dobrze znosi wysokie temperatury podczas letnich upałów. Jako podłoże najlepsza jest ziemia torfowa lub gliniasta.
- Zabiegi uprawowe. Uprawiana w mieszkaniu wymaga umiarkowanego podlewania. Nawozi się rozcieńczonym płynnym wieloskładnikowym nawozem co 2 tygodnie lub stosuje się długotrwale działające pałeczki nawozowe wkładane do podłoża. Istnieją nawozy przeznaczone specjalnie dla pelargoni. Przekwitnięte kwiatostany i uschnięte liście usuwa się, gdyż szpecą roślinę. Starszą roślinę można odnowić, ścinając ją ok. 5 cm ponad ziemią, wypuści wówczas nowe pędy.
- Rozmnażanie. Przede wszystkim przez sadzonki pędowe pobierane od połowy lipca do połowy sierpnia. Ścięte sadzonki przez kilka godzin pozostawia się, by obeschła powierzchnia cięcia, potem zanurza w ukorzeniaczu, sadzi w podłożu z torfu i pasku w stosunku 1:1 oraz trzyma w słonecznym i ciepłym pomieszczeniu (najlepiej w szklarni, inspekcie). Przylistki na sadzonkach usuwa się, gdyż często gniją. Ukorzenianie trwa w dobrych warunkach do 3 tygodni. Ostatnio pojawiają się odmiany, które można rozmnażać z nasion. Wysiane w piaszczystym podłożu łatwo kiełkują w temperaturze 16–18 °C.